# 16 janvier dans les chemins de fer
16 décembre 16 février
Chronologies thématiques
- Croisades
- Sports
- Disney

Cette page concerne les événements qui se sont déroulés un 16 janvier concernant les chemins de fer français.

## Événements

### XIXesiècle
- 1848, mise en exploitation publique de la ligne entre Marseille et Rognonas (et Avignon par omnibus à chevaux), par la Compagnie du chemin de fer d'Avignon à Marseille[1]